# 勵宮酒店
勵宮酒店（Legend Palace）位於澳門新口岸區，於2017年開幕，酒店部分樓高7層，擁有223間客房。
酒店內的購物中心設有多間名店，酒店并設有娛樂場，為勵宮娛樂場。

## 鄰近
- 澳門漁人碼頭
- 港澳碼頭

### 自設交通
勵宮酒店設有來往酒店與口岸的接駁專巴服務。接駁專巴服務設有以下2條路線：
- 勵宮酒店 ↔ 關閘口岸
- 勵宮酒店 ↔ 外港碼頭